# Gösta Hasselrot
Per Gösta Hasselrot, född 22 april 1907 i Stockholm, död 15 september 1991, var en svensk dispaschör. Han var son till Per Hasselrot och svärson till Hans Leander.
Hasselrot blev juris kandidat vid Stockholms högskola 1932 och genomförde tingstjänstgöring 1932–1934. Han blev notarie i Stockholms rådhusrätt 1934, var amanuens i Söderbygdens vattendomstol 1935–1937 och dispaschör i Stockholm 1944–1972 (assisterande 1936). Hasselrot var ledamot av Försäkringsinspektionen 1945–1956. Han blev riddare av Nordstjärneorden 1960.